# 1237
| 1237               |
| ------------------ |
| Dødsfald - Fødsler |
|                    |

| Gregoriansk kalender | 1237 MCCXXXVII          |
| Ab urbe condita      | 1990                    |
| Armensk kalender     | 686 ԹՎ ՈՁԶ              |
| Kinesiske kalender   | 3933 – 3934 丙申 – 丁酉 |
| Etiopisk kalender    | 1229 – 1230             |
| Jødisk kalender      | 4997 – 4998             |
| Hindukalendere       |                         |
| - Vikram Samvat      | 1292 – 1293             |
| - Shaka Samvat       | 1159 – 1160             |
| - Kali Yuga          | 4338 – 4339             |
| Iransk kalender      | 615 – 616               |
| Islamisk kalender    | 634 – 635               |

Regent i Danmark: Valdemar Sejr 1202-1241 og Erik Plovpenning
Se også 1237 (tal)